# Posun mezi dopravnami
Posun mezi dopravnami (PMD) je podle předpisů Správy železnic definován jako „každá úmyslně prováděná jízda drážních vozidel, nejde-li o jízdu vlaku nebo o posun“. Vedle vlaku a posunu je tedy PMD třetí z možností organizace pohybu kolejových vozidel po železniční síti. Podobně je PMD definován na slovenské síti ŽSR.
Posun mezi dopravnami slouží k jízdám mimo obvod železniční stanice (tj. za vjezdové návěstidlo), které slouží např. pro obsluhu vleček a nákladišť na širé trati nebo k jiným účelům dopravce nebo provozovatele dráhy, např. jízda pro uvázlý vlak, pro zjištění volnosti a průjezdnosti tratě, pro zjištění příčiny nedojetí vlaku (PMD) do sousední dopravny a další.